# 秦琼
秦琼（571年？—638年），字叔宝，齐州历城县（今山东省济南市）人。唐朝开国将领，凌烟阁二十四功臣之一，与尉迟敬德为传统门神。济南五龙潭有其故居。

## 生平

### 早年

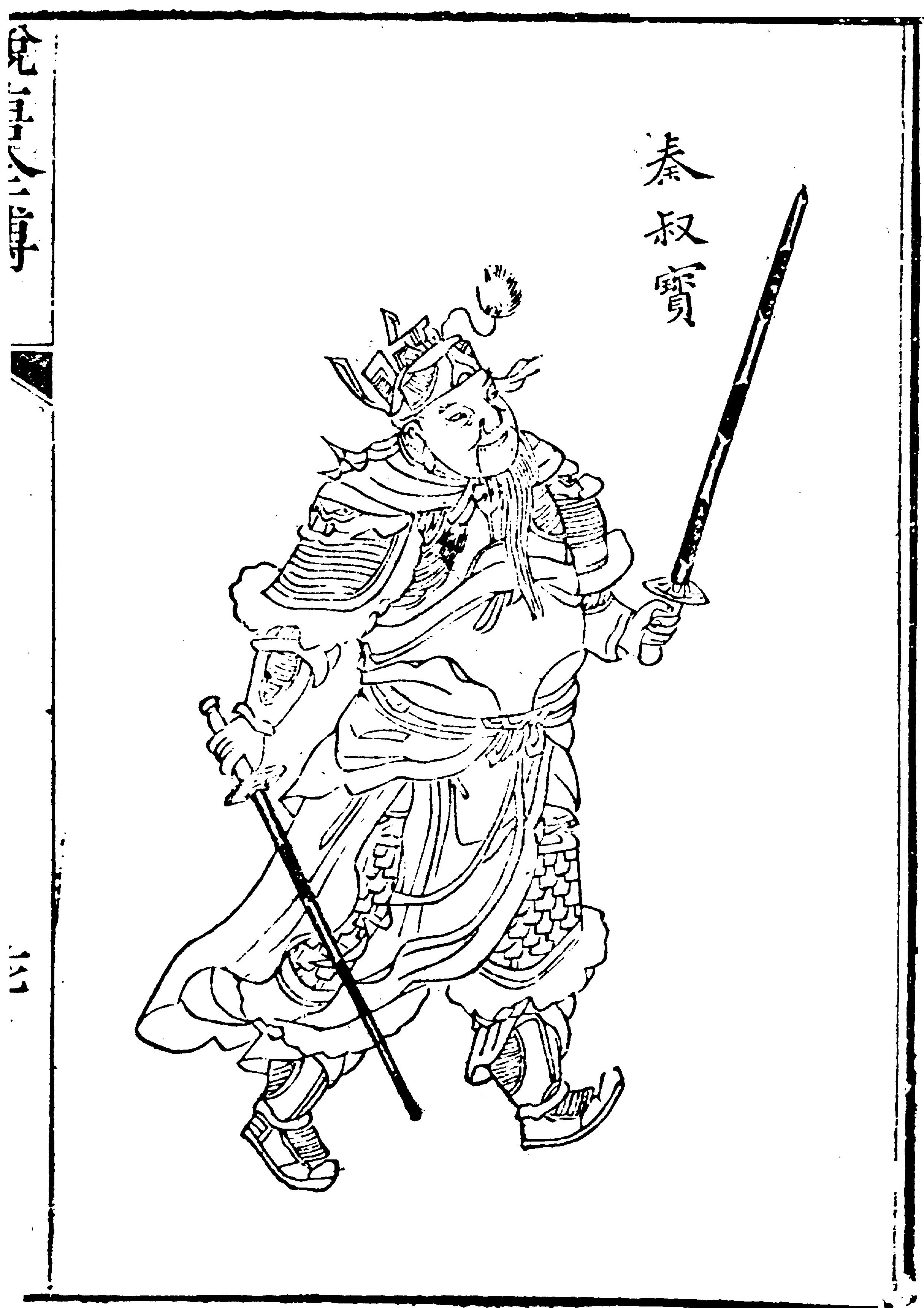
《說唐演義全傳》秦叔寳

秦琼以勇猛驃悍著称。最初是隋将来护儿部将。秦叔宝的母亲逝世，来护儿派人去吊唁，来护儿手下军吏不解，问来护儿：“士卒死亡及遭丧者多矣，将军未尝降问，独弔叔宝何也？”来护儿回答：“此人勇悍，加有志节，必当自取富贵，岂得以卑贱处之。”
大业十年（614年）叔宝跟随张须陀，攻打驻守下邳的卢明月。卢明月军队十余万人，声势浩大，而张须陀的隋军才一万余人，势单力薄。于是离卢明月军六七里安营扎寨，相持十多日，粮草殆尽，准备撤军。张须陀对诸将道：“贼见兵却，必轻来追我。其众既出，营内即虚，若以千人袭营，可有大利。此诚危险，谁能去者？”诸将莫敢应答，唯有叔宝和罗士信愿意尝试。张须陀拔营撤走，叔宝和罗士信各领兵千余人埋伏在芦苇间。卢明月见隋军撤走，于是全军追击，叔宝和罗士信领兵攻击卢明月营寨，栅门紧闭，叔宝和罗士信亲自翻过栅门，手杀数人，卢明月军营内大乱。叔宝等又放隋军入营，纵火焚烧三十栅，“烟焰涨天”，卢明月得知大营被偷袭，匆忙撤军，张须陀领军回身追击，大破之。卢明月惨败，带领数百骑兵逃遁，其余人皆被俘虏。此战后，叔宝声名大噪，以勇气闻名于世。随后在海曲征讨孙宣雅，先登破之。以前后功，授建节尉。

### 瓦岗寨时期
616年跟随张须陀在荥阳讨伐李密瓦岗军，兵败，张须陀战死，秦琼领部下归附隋将裴仁基。裴仁基以武牢关投降李密，秦琼也随之归降，受到重用，被任用为帐内骠骑。李密与王世充决战失败后，秦琼和程知节、裴仁基等人投降王世充。
大业十三年（617年）四月，裴仁基与监军御史萧怀静不和，被李密成功招抚，杀死了萧怀静，以虎牢城向瓦岗请降。秦琼随裴仁基归降后李密非常高兴，用秦琼为帐内骠骑，与程咬金等一起统领八千内军，待遇十分丰厚。
大业十四年（618年）三月，宇文化及在江都发动兵变杀死了隋炀帝杨广，而后率十余万骁果禁军北返关中。李密为免腹背受敌，以入东都辅政为条件，同意了皇泰主由瓦岗出兵攻打宇文化及的请求。七月，瓦岗军与宇文化及军于黎阳大战，激战从清晨一直持续到黄昏。混战中李密被流矢射中坠马昏厥，部下都逃散而去，几乎落入追兵之手，幸得秦琼拼死捍卫才得以脱险。救出李密后，秦琼收拢溃军与宇文化及军力战，终于将其击退。

### 李唐时期
武德二年（619年），因不满王世充，秦琼同程知节、吴黑闼、牛进达等人，乘唐郑两军于九曲对阵之时，一起投奔了李唐，被唐高祖李渊分配到秦王李世民帐下，从镇长春宫，拜马军总管，不久授秦王府右三统军。参加了李世民的历次征战，每战必先，常于万军之中取敌将首级。
武德四年（621年），在与王世充、窦建德的大决战中，率领骑兵突击队衝入窦军阵营，立下了关键的战功，进封翼国公，赐黄金百斤、帛七千段。武德九年（626年），《旧唐书》说秦琼参与玄武门之变，事后被封为左武卫大将军，食益州实封七百户。秦琼晚年因历次作战负伤太多而疾病缠身，常对人说：“吾少长戎马，所经二百余阵，屡中重疮。计吾前后出血亦数斛矣，安得不病乎？”貞觀十二年（638年）去世，谥号：壮，追赠徐州都督，陪葬昭陵，唐太宗在他墓地内立石人石马，以旌战阵之功。

## 后事
贞观十三年（639年），秦琼被改追封为胡国公。贞观十七年（643年），秦琼与长孙无忌等二十四人被图形于凌烟阁，为凌烟阁二十四功臣之一，称“故徐州都督、胡壮公秦叔宝”。

## 家族
《旧唐书》、《新唐书》中秦琼传记均没有记载秦琼家族情况。1990年代后，陆续有秦氏家族成员的墓志出土，秦琼家族方才渐渐明朗。
1995年，山东省济南市发现秦爱墓葬，墓志记载有秦琼父、祖、曾祖。墓主秦爱，字季养，为秦琼之父，北齐咸阳王斛律武都府录事参军，北齐亡于北周后告归乡里，隋大业十年卒于齐州历城县怀智里，终年六十九岁，唐贞观初年追封历城县开国公。秦琼祖父秦方太，北齐广宁王府记室。秦琼曾祖秦孝达，元魏广年县令。
秦怀道及其子秦佾墓志记载有秦氏先祖及秦琼子孙。秦怀道墓志记载，秦怀道，字理，为秦琼孙，常州义兴县令，袭封历城县开国公，唐嗣圣元年卒于括州括苍县，终年六十岁，唐开元六年改葬于洛阳县清风乡。秦氏祖籍右扶风，为东汉山阳太守秦彭之后。秦怀道六世祖为慕容燕乐陵郡守，自此起秦氏迁居至齐州历城县。秦怀道子秦景倩，越州山阴县令。秦佾墓志记载，秦佾为秦琼孙、秦怀道子，潞州司法参军，武周圣历二年卒于洛阳，圣历三年迁葬于北邙山。秦佾九世祖秦秀，晋金紫光禄大夫、太常卿。
秦怀道、秦佾与秦琼的关系，二人墓志记载有冲突。秦怀道墓志言其“祖叔宝”，秦佾墓志言其“祖叔宝、父怀道”。二人墓志综合来看，一方面，秦怀道墓志为其子秦景倩为其父迁葬时所刻，志文有可能是以秦景倩的口吻描述，故言“曾祖季、祖叔宝”。另一方面，秦怀道墓志未记载其父，墓志镌刻于其去世34年之后，故可能误记为秦琼孙。故秦怀道应为秦琼之子，秦怀道有子秦景倩、秦佾。秦怀道墓志中的“六世祖”，应为秦琼四世祖，即秦琼曾祖秦孝达之父。秦佾墓志中的“九世祖”，应为秦琼七世祖。
秦利见墓志记载有秦琼另一子孙，并与尉迟敬德家联姻。秦利见墓志记载，秦利见，字利见，为秦琼孙，许州鄢陵县丞，唐神龙三年卒于合宫县道光坊宅。秦利见父秦□道（墓志阙字），左卫左郎将。秦利见母为尉迟敬德孙女、尉迟宝琳之女。
秦晙及其子秦洽墓志记载有秦琼另一子孙。秦晙墓志记载，秦晙，字景嗣，为秦琼孙，吉州司马，唐开元二十七年卒于官舍，年七十一岁。秦晙父秦善道，左清道率、检校左金吾卫大将军。秦晙有子秦凑。秦洽墓志记载，秦洽，字伯淮，为秦琼曾孙、秦晙子，豫章郡参军，唐开元二十三年卒，年三十六岁。秦洽有子秦寰。
- 先祖：秦彭，东汉山阳太守。
- 七世祖：秦秀，晋金紫光禄大夫、太常卿。
- 四世祖：名不详，慕容燕乐陵郡守。
- 曾祖：秦孝达，元魏广年县令。
- 祖父：秦方太，北齐广宁王府记室。
- 父：秦爱（546年－614年12月27日），字季养，北齐咸阳王府录事参军，唐朝追赠瀛州刺史、上柱国、历城县开国公。
  - 子：秦□道，左卫左郎将，娶尉迟敬德之子尉迟宝琳之女。
    - 嫡孙：秦利见，许州鄢陵县丞。

  - 子：秦怀道（625年－684年2月21日），字理，常州义兴县令，袭封历城县开国公。
    - 孙：秦景倩，越州山阴县令。
    - 孙：秦佾（？－698年），潞州司法参军。

  - 子：秦善道，左清道率、检校左金吾卫大将军。
    - 孙：秦晙（668年—739年），字景嗣，吉州司马。
      - 曾孙：秦凑。
      - 曾孙：秦洽，字伯淮，豫章郡参军。有子秦寰。

## 文艺作品中的秦琼

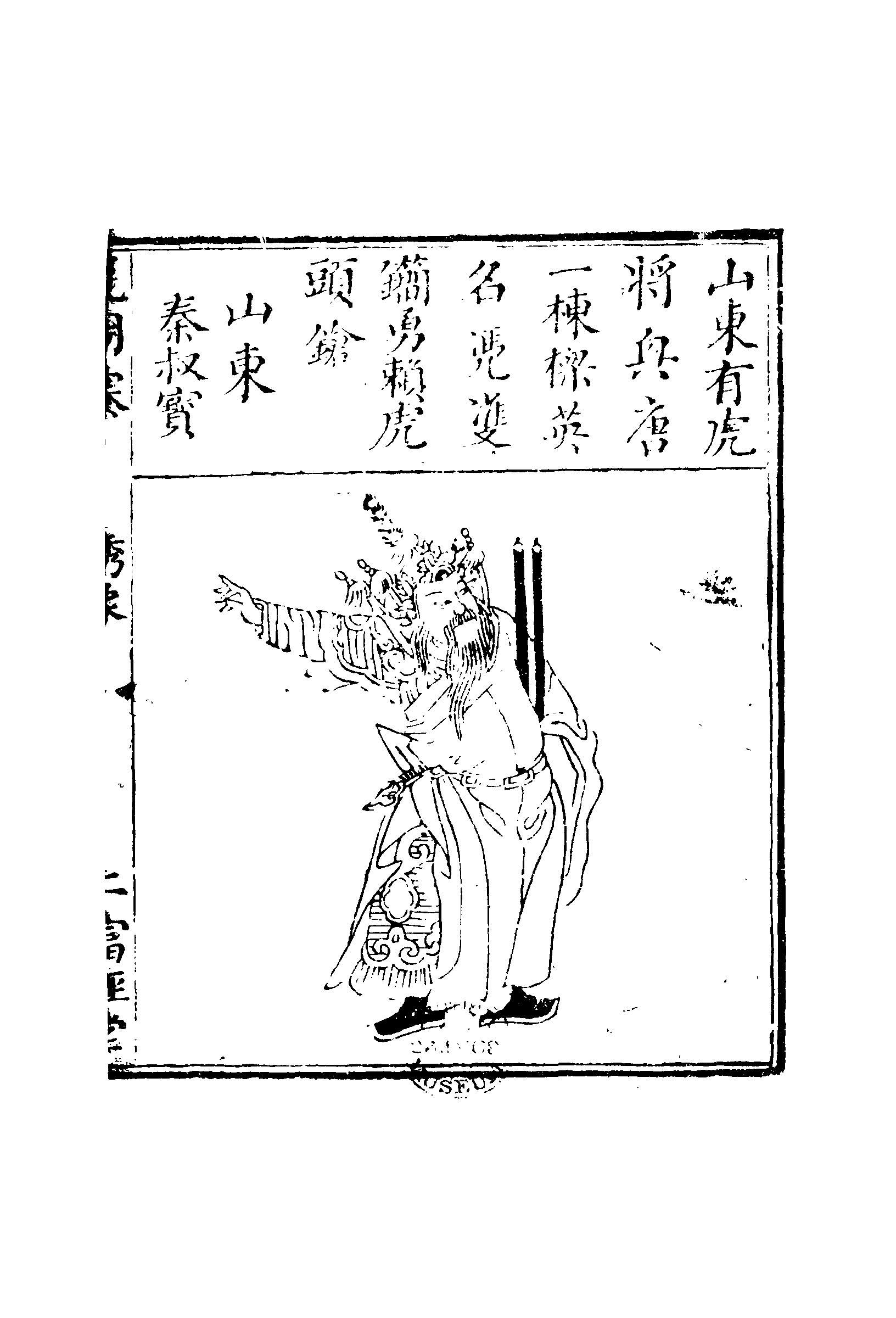
《繡像瓦崗寨演義傳》秦叔寳

在《说唐》、《隋唐演义》及后世的评书、戏曲等作品中，秦琼的出身与史载和文物资料基本不符，许多情节也属于虚构。文艺作品中，秦琼乳名“太平郎”，本为北齐（有的版本为陈朝）马鸣关总兵秦彝之子、丞相秦旭之孙，北平王罗艺的夫人秦氏乃秦琼之姑母。北周灭齐（或隋灭陈）之战中，秦旭、秦彝战死，秦琼随母流落到历城县，长大后成为当地的马快班头，并广交江湖豪杰，人称“小孟尝”。秦琼曾无意间救下李渊一家，李渊为报恩，为其修建生祠，日夜跪拜。之后在办理公务途中盘缠耗尽，身染重病，只得當鐧賣馬，幸而得到单雄信资助，方脱离困境。之后秦琼因故被判发配北平，与姑父罗艺和姑母秦氏相认。离开北平府后，秦琼又辗转被杀父仇人杨林所赏识，成为杨林手下的十三太保。秦琼的好友为秦母祝寿，结果秦琼好友程咬金劫皇纲事情败露被捕，众人决定起兵反隋，并在贾柳楼（或称贾家楼）结义。义军攻取瓦岗寨，程咬金称帝，秦琼被封为瓦岗寨的兵马大元帅。之后程咬金让位给李密，但因李密不得人心，秦琼等人离开瓦岗寨，先是投奔王世充，后投奔李渊，最终成为唐朝开国功臣。后来因早年发下的毒誓吐血而亡。
秦琼在民间故事中以忠义著称。《隋唐演義》有大量關於秦琼的故事記載，如：秦瓊當鐧賣馬、叔寶救駕紅泥澗，以義士、良將、忠臣的形象貫穿全書。相傳秦瓊的武器是一對金鐧，長二尺二寸（約70～80公分）、重二十餘斤，秦瓊過世後，由秦懷玉繼承，秦懷玉戰死後，由孫秦夢所繼承。小說中說秦瓊之絕招為｢撒手鐧｣，與羅成的｢回馬槍｣並名於世。
小说《西游记》裏记载了秦琼变成门神的故事：唐太宗因無心之過，害死了泾河龙王，龍王阴魂不散，闹得太宗六神無主。魏徵建议派秦琼、尉迟恭守住前后宫门保驾，果然奏效，皇帝由於兩人太過疲憊，命画家吴道子画了两人之像，贴在宫门口，照样管用。后来此举在民间流传开来，秦琼与尉迟恭成了最常见的门神。
黃易小說《大唐雙龍傳》中，秦琼因打賭輸給沈落雁而投效瓦崗寨，武功、兵法皆頗為出色，善用雙鐧，和寇仲、徐子陵有段交情，曾暗戀呂梁派千金多年。在李密失勢後，一度投效王世充，後在寇仲幫助下以保護突利回國為名，轉投李世民。
相聲作品《關公戰秦瓊》中，利用关公与秦琼出生于不同年代而不可能相战的因素，並以幽默的形式讽刺某些人盲目指挥，成為一著名的传统相声段子。同詞意者另有「岳飛戰張飛」，意思一樣。